# II обикновено народно събрание
Второто обикновено народно събрание (II ОНС) е народно събрание на Княжество България. Заседава в клуба на руските офицери в София между 23 март и 18 декември 1880 г.

## Избори
Сформира се непосредствено след вторите парламентарни избори в Българското княжество проведени на 13 и 20 януари 1880 г. Победител в тях е Либералната партия, която взема над 60% от депутатските места. Общият брой на присъстващите народни представители е 172.

### Разпределение на места
Местата в парламента са разпределени, както следва:
- Либерална партия – 109 места (печелят 181 839 гласа, 63,58% от общия сбор)
- Консервативна партия – 53 места (печелят 88 260 гласа, 30,86% от общия сбор)
- Невалидни/празни гласа – 15 902 гласа, 5,56% (общо 10 бюлетини)

## Разпускане
Причината за разпускането на събранието е конфликтът между княза, подкрепен от консерваторите, и либералите относно управлението на страната и прилагането на „Основния закон“. Гласуваните от народните представители извънредни права на министър-председателя Петко Каравелов, съсредоточават в ръцете му значителна власт и принуждават българския владетел да разпусне доминирания от либералите парламент.
Сформира се служебен кабинет, който поема курс към отмяна на Конституцията и установяване на еднолично управление на монарха.

## Сесии

### Редовни
- I редовна (23 март – 4 юни 1880)
- II редовна (15 октомври – 18 декември 1880)

## Бюро

### Председатели
- Петко Каравелов (23 – 26 март 1880)
- Петко Славейков (26 март – 28 ноември 1880)
- Никола Сукнаров (29 ноември – 18 декември 1880)

### Подпредседатели
- Петко Славейков
- Йордан Брадел
- Никола Сукнаров
- Стефан Стамболов
- Трифон Панов
- Христо Стоянов

## Законопроекти
- Закон за извънредните пълномощия (чрезвичайни права) на военния министър в окръзите, в които е обявено военно положение[3]
- Закон за данък емляк, иджар и теметуата[4]
- Закон за беглика и сърчева[5]
- Закон за материалното поддържане на училищата[6]
- Закон за административното разделяне на Княжеството[7]
- Закон за акциза на местните вина[8]
- Закон за устройство на съдилищата[9]
- Закон за заселяване на ненаселените земи в България (Закон за настаняване на бежанците преселници)[10]
- Закон за събиране на десетината[11]
- Закон за продажбата на гербови марки[12]
- Закон за правото на рязане на монети в България[13]
- Закон за съдопроизводството по углавни дела, които са подсъдни на мировите съдии[14]
- Закон за подобрение положението на бедните поборници от разни движения от Освобождението и на семейството на загиналите от тях[15]
- Закон за карантинно-санитарното управление на Княжеството[16]
- Закон за инвалидното съдържание[17]
- Закон за вземане на новобранци в българската войска[18]
- Закон за погранично карантинно-санитарно управление[19]
- Закон за наказанията и престъпленията и простъпките при изпълнение на военните творби[20]
- Закон за народното опълчение[21]
- Закон за правото, което ще се вземе при продажба на едър добитък[22]
- Закон за общото преброяване народа в Княжество България на 1 януари 1880 г.[23]
- Закон за подобряване състоянието на земеделското население по господарските и чифликчийските земи. Признаване правото на земя на работещите[24]
- Закон за извънредните заплати на чиновниците, за разпусът им, за послужните им списъци и дисциплинарните им наказания, уволнения от служба[25]
- Закон за Върховната сметна палата[26]
- Закон за продължение на бюджета за 1879/1880 и за финансовата 1880/1881 г.[27]
- Закон за българското поданство[28]
- Закон за разни клонове по Министерство на вътрешните дела[29]
- Закон за разни клонове по Министерство на вътрешните дела – за паспорти и граничните билети[30]
- Закон за разни клонове по Министерство на вътрешните дела – за учреждаване градоначалства в градовете[31]
- Закон за разни клонове по Министерство на вътрешните дела – за пособия на бежанците и преселниците[32]
- Закон за разни клонове по Министерство на вътрешните дела – за строителната част[33]
- Закон за черкезките и татарските земи[34]
- Закон за разни клонове по Министерство на вътрешните дела – за барутя, патрони и петролеума[35]
- Закон за избиране на народни представителства в Обикновено и ВНС[36]
- Закон за разни клонове по Министерство на вътрешните дела – за унищожаване на пограничните стражи[37]
- Закон за преустройството на правителствените училища[38]
- Закон за създаване на Учебен съвет към Министерството на народното просвещение[39]